# Phyllophaga aenea
Phyllophaga aenea är en skalbaggsart som beskrevs av Moser 1921. Phyllophaga aenea ingår i släktet Phyllophaga och familjen Melolonthidae. Inga underarter finns listade i Catalogue of Life.